# Megalommum fasciatipenne (Cameron)
Megalommum fasciatipenne is een insect dat behoort tot de orde vliesvleugeligen (Hymenoptera) en de familie van de schildwespen (Braconidae). De wetenschappelijke naam van de soort werd voor het eerst geldig gepubliceerd door Peter Cameron in 1911.
H.A. Lorentz verzamelde de soort tijdens de Eerste Zuid Nieuw-Guinea Expeditie in 1907.